# 제28회 베를린 국제 영화제
제28회 베를린 국제 영화제는 1978년 2월 22일에 열린 시상식이다.

## 수상 및 후보

### 황금곰상
- 아쎈소르 - 토마스 무노즈 수상
- 왓 맥스 세드 - 에밀리오 마르티네즈 라자로 수상
- 트라웃 - 조시 루이스 가르시아 산체즈 수상

### 은곰상:심사위원상
- 엠 빈파든 - 미셀 론구엣 수상
- 컨트랩션 - 제임스 디어든 수상

### 은곰상:감독상
- 어드밴티지 - 조르지 듈게로브 수상

### 은곰상:여자연기자상
- 오프닝 나이트 - 제나 로우랜즈 수상

### 은곰상:남자연기자상
- 아웃레이저스! - 크레이그 러셀 수상

### 황금곰상:단편영화상
- 워즈 하벤 위 덴 헨넨 게탠? - 블라디미르 이라넥 외 1명 수상

### 은곰상:공헌상
- 데스 오브 어 프레지던트 - 예르지 카발레로비치 수상
- 더 티쳐 - 옥타비오 코르타자 수상